# Bunchosia palmeri
Bunchosia palmeri o nanchi de perro, es una especie de plantas con flores perteneciente a la familia Malpighiaceae. 

## Descripción
Es un arbusto o árbol pequeño con las hojas en forma ovada, de 8 a 17 cm de largo. Sus frutos son redondos y pequeños.

## Distribución y hábitat
Es originaria de México, donde se encuentra en climas cálidos y semisecos entre los 899 y los 1000 metros, asociada al bosque tropical caducifolio.

## Propiedades
En el Estado de Guerrero el uso medicinal que se da a esta especie es en casos de diarrea y anginas.

## Taxonomía
Bunchosia palmeri fue descrita por Sereno Watson y publicado en Proceedings of the American Academy of Arts and Sciences 22: 401. 1887.
Sinonimia
- Jatropha decipiens M.E. Jones[3][2]